# Турско купатило (Бач)
Амам или хамам у Бачу је једина очувана грађевина исламске културе у Војводини. Представља непокретно културно добро као споменик културе од великог значаја.
Саграђен је под турском окупацијом Бача 1529—1687. године. Иако је период турске окупације Војводине био релативно кратак и нестабилан, Бач је крајем 16. века имао 400 муслиманских и свега 15 хришћанских кућа. На основу археолошких налаза познато је да је у хамаму било шест просторија (за послугу; шадрван – чекаоница и гардероба; халвате – просторија за купање у пари; хазна – резервоар за воду и ђулхан-ложионица).
Хамам је делимично порушен, али је сачуван део кубета над централном просторијом. Најближе аналогије могу се наћи у Стоцу.